# Ньюберг (Нью-Йорк)
Ньюберг (англ. Newburgh) — город в округе Ориндж в штате Нью-Йорк в Соединённых Штатах Америки. Некоторое время город исполнял функции административного центра округа.
Численность населения Ньюберга составляет 28 101 человек (на июнь 2009 года). Город имеет административный статус сити (city).

## География
Город Ньюберг (City of Newburgh) находится на территории округа Ориндж в штате Нью-Йорк, в 60 километрах севернее города Нью-Йорк и в 90 километрах южнее Олбани, на западном берегу реки Гудзон. В город входит остров Полепел с замком Баннермана. По соседству находится одноимённый город Ньюберг, имеющий статус таун (town). Через реку здесь переброшен мост, соединяющий Ньюберг с городом Бикон.

## История
Первые европейцы появились в этих местах в 1609 году, когда здесь сделала остановку экспедиция Генри Гудзона, двигавшаяся по реке. Первое поселение возникло в 1709 году, его основали немецкие переселенцы-лютеране. Немецкое население преобладало вплоть до 1750 года; в 1752 городок получил нынешнее имя — по одному из городов Шотландии.

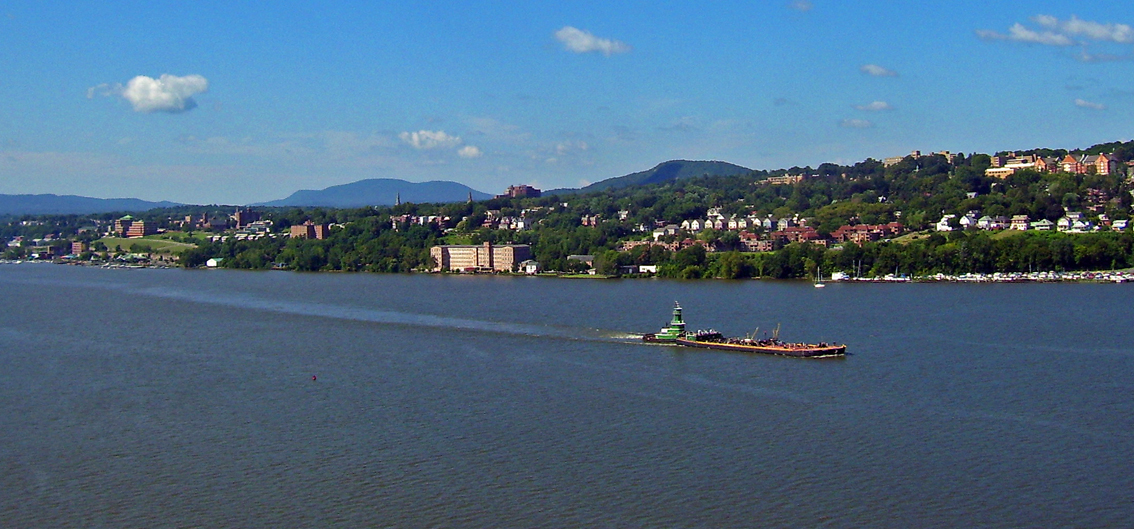
Вид на Ньюберг с Гудзона

В годы Американской революции Ньюберг сыграл видную роль. Здесь находилась в 1782—1783 годах штаб-квартира Континентальной армии Джорджа Вашингтона. Здесь также офицерами армии был подготовлен государственный переворот в пользу Дж. Вашингтона, получивший название Ньюбургский заговор (самим Вашингтоном не поддержанный).
В XIX столетии, благодаря благоприятному географическому положению на реке Гудзон, на пути между Нью-Йорком и Олбани, город быстро развивается, превращаясь в транспортный и промышленный центр. В 1800 году он получает административный статус виллидж (village), в 1865 — статус сити. Здесь создаются предприятия по производству тканей, мыла, холодильных камер, одежды, сборки автомобилей и др. В 1939 году в Ньюберге появляется телевидение.